# Alèucia tòxica alimentària
L'alèucia tòxica alimentària (ATA) és una malaltia produïda per una toxiinfecció alimentària per part de la micotoxina T-2, que és generada de manera natural per Fusarium en cereals i els seus derivats sota condicions determinades. L'enverinament per ATA té símptomes són molt diversos tals com febre, vòmits, leucopènia o inflamacions, anèmia, tot sovint esdevenint fatal.

## Origen i causes
L'alèucia tòxica alimentària s'associa directament i única a la toxina T-2, de la classe dels tricotecens. Aquesta micotoxina es produeix com a subproducte de les floridures dels fongs d'espècies com Fusarium sporotrichioides o Fusarium poae en unes condicions favorables que encara són força desconegudes. Tot i així, se sap que creix fàcilment en cereals i llurs subproductes que han patit llargs períodes de pluja en el moment de la collita o que han estat emmagatzemats durant l'hivern i exposats a una infestació fúngica.
Durant les dècades de 1930 i 1940 va ser una patologia molt comuna entre les classes populars agrícoles a l'URSS, el Turkmenistan i l'Uzbekistan. Aquells brots van ser provocats per pa provinent de gra que havia estat acumulat durant l'hivern sota la neu i en el qual hi havia proliferat Fusarium.

## Símptomes
L'ATA està classificada com a toxiinfecció alimentària i pertany concretament al grup de les micotoxicosis alimentàries. Té com a símptomes més recognoscibles febre, nàusees i vòmits, leucopènia, inflamació aguda de l'aparell digestiu, angines necròtiques, trombocitopènia, esgotament de la medul·la òssia i alteracions sanguínies, que porten el pacient a una pèrdua del sistema immunitari i que esdevé causa de mort amb una freqüència significativa. Molts dels afectats, com va ócorrer en les epidèmies de l'URSS de mitjan segle xx, poden desenvolupar també càncer d'esòfag.